# Лайма (округ Шебойган, Вісконсин)
Лайма (англ. Lima) — місто (англ. town) в США, в окрузі Шебойган штату Вісконсин. Населення — 2956 осіб (2020).

## Демографія
Згідно з переписом 2010 року, у місті мешкали 2982 особи в 1089 домогосподарствах у складі 898 родин. Було 1153 помешкання
Расовий склад населення:
| - 96,8 % — білих - 0,9 % — азіатів - 0,3 % — чорних або афроамериканців - 0,2 % — корінних американців |

До двох чи більше рас належало 0,8 %. Частка іспаномовних становила 1,9 % від усіх жителів.
За віковим діапазоном населення розподілялося таким чином: 25,8 % — особи молодші 18 років, 61,2 % — особи у віці 18—64 років, 13,0 % — особи у віці 65 років та старші. Медіана віку мешканця становила 42,7 року. На 100 осіб жіночої статі у місті припадало 104,7 чоловіків;  на 100 жінок у віці від 18 років та старших — 104,8 чоловіків також старших 18 років.
Середній дохід на одне домашнє господарство  становив 87 762 долари США (медіана — 73 125), а середній дохід на одну сім'ю — 96 163 долари (медіана — 78 083). Медіана доходів становила 57 993 долари для чоловіків та 43 333 долари для жінок. За межею бідності перебувало 8,0 % осіб, у тому числі 10,8 % дітей у віці до 18 років та 5,0 % осіб у віці 65 років та старших.
Цивільне працевлаштоване населення становило 1643 особи. Основні галузі зайнятості: виробництво — 28,4 %, освіта, охорона здоров'я та соціальна допомога — 22,8 %, будівництво — 9,3 %, роздрібна торгівля — 7,7 %.